# Gordon Zita
Gordon Zita, született Grüszner Erzsébet Klotild Hedvig (Gyöngyös, 1911. december 2. – Egyesült Királyság, 2006. február 9.) színésznő.

## Élete
Grüszner Zoltán szőlőbirtokos és dévényi Téven Gizella (1887–1946) gyermekeként született asszimilálódott zsidó családban. Szülei elváltak, majd apja ismét megnősült és feleségül vette Reiss Hilda (1893–1944) orvost, aki Gordon Zita féltestvérével együtt a holokauszt áldozata lett. Iskoláit szülővárosában, illetve Svájcban végezte. Rózsahegyi Kálmán fedezte fel egy műkedvelő előadáson, majd beiratkozott a színiiskolájába. 1933-ban a Belvárosi Színház szerződtette, de fellépett a Bethlen Téri Színházban, 1934-ben pedig a Fővárosi Operettszínházban is. 1936-tól Szegeden szerepelt. Miután 1937 nyarán Lewis Gielgud felesége lett, egy évig tartó világ körüli útra mentek, mivel férje akkoriban a Vöröskereszt Nemzeti Ligájának főtitkára volt. Közben a BBC számos rádiójátékában szerepelt, közülük néhányat maga írt. A második világháború kitörésekor jelentkezett a brit hadseregbe, ahol őrmester lett. Ez idő alatt járt Franciaországban, Angliában és Egyiptomban is. A lánya megszületése után évekig Brüsszelben élt családjával, majd első férjétől elvált és feleségül ment Nigel Suttonhoz, közvetlenül annak NATO-főtitkárrá választása előtt. Egy ideig az UNESCO-nál dolgozott és egyengette lánya balett-karrierjét. Hosszú visszavonultság után az 1970-es években főszerepet vállalt egy francia filmben és 1985-től fellépett Maurice Béjart balettjeiben.

## Magánélete
Házastársa Lewis Gielgud angol író volt, akivel 1937. június 9-én Budapesten kötött házasságot. Leányuk, Maina Gielgud balett-táncosnő. Második férje Nigel Sutton, a NATO főtitkára volt, akitől 1956-ban megözvegyült.
Nagyapja dévényi Téven Zsigmond (1846-1925) takarékpénztári vezérigazgató, földbirtokos volt, aki 1912-ben nemességet kapott.

## Filmszerepei
- Budai cukrászda (1935) – Daisy, ápolónő
- Az új földesúr (1935) – Ankerschmidt Hermin
- Évforduló (1936) – Dr Gergely Péter tanársegéd felesége, Inkey Mária

## Művei
- Női szemmel a világ körül, Budapest, Révai, 1938.
- Zita – Életem története (lejegyezte Noel Pelly) Országos Színháztörténeti Múzeum és Intézet, Budapest, 1999.